# Andrzej Duda
Andrzej Sebastian Duda (* 16. května 1972 Krakov) je polský politik a právník, v letech 2015 až 2025 prezident Polské republiky.
V letech 2014–2015 byl poslancem Evropského parlamentu. Nejprve byl členem Unie Svobody (Unia Wolności) a poté do svého zvolení prezidentem byl členem strany Právo a spravedlnost.

## Osobní život
Andrzej Duda se narodil v Krakově v rodině Jana Tadeusze Dudy (* 1949), inženýra, informatika a profesora technických věd na Hornicko-hutnické akademii Stanisława Staszica v Krakově, a jeho manželky Janiny Milewské-Dudové (* 1949), profesorky chemie na stejné akademii. Andrzej Duda má dva sourozence. V roce 1994 se oženil s Agatou Kornhauserovou, pozdější středoškolskou profesorkou němčiny. Do manželství se roku 1995 narodila dcera Kinga Dudová. Hlásí se k římskokatolické církvi.
Jeho tchánem je básník a literární kritik Julian Kornhauser (* 1946), autor knih pro děti a překladatel srbské a chorvatské literatury, který působí také jako profesor na Jagellonské univerzitě v Krakově. Julian Kornhauser je synem otce židovského původu a matky katoličky.
V letech 1984–1990 se věnoval skautingu. Roku 1996 dokončil studia práv na krakovské Jagellonské univerzitě. O rok později začal na této univerzitě pracovat v oblasti výuky vědy a technologie a od roku 2001 jako zdejší asistent v oblasti práva.

## Politika
V roce 2000 se stal členem středové politické strany Unia Wolności (Unie Svobody), po parlamentních volbách v roce 2005 začal spolupracovat se stranou Právo a spravedlnost. V letech 2006 a 2007 pracoval na Ministerstvu spravedlnosti, kde měl na starosti legislativu, mezinárodní spolupráci a proces informatizace soudů. Roku 2008 začal pracovat prezidentské kanceláři jako poradce Lecha Kaczyńského a z této funkce odešel po zvolení nového prezidenta Bronisława Komorowského v roce 2010. V stejném roce kandidoval na starostu Krakova, ale byl zvolen jen do rady města. O rok později byl zvolen poslancem Sejmu.

### Evropský parlament
V roce 2014 byl zvolen poslancem Evropského parlamentu, kde se zařadil mezi Evropské konzervativce a reformisty. 

## Prezident

### Kandidatura a první mandát (2015–2020)
V prosinci roku 2014 jej strana Právo a spravedlnost navrhla jako svého kandidáta do prezidentských voleb. Během prezidentské kampaně byl kritizován za to, že v roce 2012 podpořil návrh zákona o trestní odpovědnosti pro lékaře, provádějící oplodnění ve zkumavce. Volby se konaly v květnu 2015 a Duda prvním kole získal 34,76 % hlasů. Ve druhém kole získal 51,55 % hlasů a porazil úřadujícího prezidenta Bronisława Komorowského  Po složení prezidentského slibu se stal současným nejmladším prezidentem evropského státu.

### Druhý mandát (2020–2025)
Prezidentské volby v roce 2020 byly posunuty kvůli pandemii covidu-19 z 10. května na 28. června. Se ziskem 43,5 % hlasů Duda postoupil z prvního místa do druhého kola, kde se jeho protivníkem stal varšavský starosta Rafał Trzaskowski. Duda zvítězil poměrně těsným rozdílem, když získal podporu 51,03 % voličů.
V říjnu 2020 u něj byla potvrzena nákaza nemocí covid-19, pravděpodobně se infikoval od člena své ochranky. Ještě dříve v den pozitivního testu se setkal s desítkami osob v připravované provizorní nemocnici v prostorách Národního stadionu ve Varšavě. Kromě toho také vyznamenal tenistku Igu Świątekovou, která musela kvůli přímému kontaktu s Dudou nastoupit do desetidenní karantény.
Po parlamentních volbách v roce 2023 pověřil sestavením vlády Mateusz Morawiecki (PiS), která ale nezískala důvěru. Následně pověřil Donalda Tuska, jehož vláda důvěru získala 12. prosince a 13. prosince složila přísahu do rukou prezidenta. 

##### Vetování rozpočtu na rok 2024 a spor o média
V prosinci 2023 Duda vetoval zákona o rozpočtu navržený novou Tuskovou vládou, Své rozhodnutí odůvodnil konfliktem o veřejnoprávní média (TVP a PAP), které po osm let ovládala strana Právo a spravedlnost, ze které prezident vzešel. Nová vláda jmenovala nové vedení jak veřejnoprávní televize a rozhlasu, tak státní tiskové agentury. PiS se naopak snaží zabránit ztrátě svého vlivu v médiích, a to i fyzickou přítomností svých poslanců v budovách mediálních organizací.

#### Milost pro pravomocně odsouzené politiky
V lednu 2024 ohlásil, že omilostní politiky Právo a spravedlnost (PiS) Mariusze Kamińského a Macieje Wąsika, které  policie zadržela přímo v prezidentském paláci poté, co je soud pravomocně odsoudil za někdejší zneužití pravomocí v době, kdy stáli v čele protikorupční agentury.

#### Konec mandátu
Znovu kandidovat již nemohl, a mandát mu vypršel 6. srpna 2025, kdy jej ve funkci vystřídal Karol Nawrocki, nezávislý kandidát podporovaný stranou Právo a spravedlnost, který v červnu téhož roku vyhrál prezidentské volby.

## Vyznamenání
- velkokříž Řádu za zásluhy – Portugalsko, 1. září 2008[13]
- velkostuha Řádu Leopolda – Belgie, 2015
- Řád Bílého lva I. třídy s řádovým řetězem – Česko, 15. března 2016 – udělil prezident Miloš Zeman za rozvoj vztahů mezi Českem a Polskem[14][15]
- Řád Stará planina I. třídy – Bulharsko, 14. dubna 2016[16][17]
- velkokříž Řádu svatého Olafa – Norsko, 23. května 2016[18]
- velkokříž s řetězem Řádu rumunské hvězdy – Rumunsko, 10. července 2016[19]
- velkokříž s řetězem Řádu bílé růže – Finsko, 24. října 2017[20]
- velkokříž Řádu Spasitele – Řecko, 18. listopadu 2017
- velkokříž s řetězem Řádu tří hvězd – Lotyšsko, 27. června 2018[21]
- Řád bílého dvojkříže I. třídy – Slovensko, 2019[22]
- velkokříž se zlatým řetězem Řádu Vitolda Velikého – Litva, 20. února 2019[23]